# Heinz Doering
Heinz Doering (* 14. Juni 1894 in Berlin-Tempelhof; † 10. April 1971 in Annabrunn) war ein deutscher Jurist und Landrat.

## Leben
Heinz Doering war der Sohn des Kunsthistorikers Oskar Doering (1858–1936). Nach dem Studium der Rechtswissenschaften und der Promotion zum Doktor der Rechte trat er in den Staatsdienst ein, wo er 1926 zum Regierungsrat ernannt wurde. Er trat 1926 und nach berufsbedingtem Austritt nochmals zum 1. Mai 1933 in die NSDAP ein (Mitgliedsnummer 1.924.842). Ab dem 1. Dezember 1938 war Doering Bezirksamtmann, ab dem 1. Januar 1939 Landrat des Landkreises Schrobenhausen und von 1939 an des Landkreises Mühldorf.
Von Mai 1942 an war er Referent in der Abteilung Polizeiangelegenheiten der Innenverwaltung des Generalgouvernements. Von August 1943 bis August 1944 war er Kreishauptmann in Opatów. Im April 1944 überlebte er einen Partisanenanschlag unverletzt, bei dem seine Frau erschossen wurde. 1944/45 war er Landrat des Landkreises Außig im Reichsgau Sudetenland.
Heinz Doering wurde nach dem Ende des Zweiten Weltkriegs von den Alliierten von 1945 bis 1948 interniert. Bis circa 1952 soll er laut Angaben seiner Familie Mitglied der KPD gewesen sein. Seinen Lebensabend verbrachte er in Annabrunn bei Mühldorf am Inn.
Er war sieben Mal verheiratet und hatte vier Kinder von drei Ehefrauen. Der Wirtschaftsinformatiker Helge Klaus Rieder ist sein Enkel.